# Мерил (Висконсин)
Мерил (енгл. Merrill) град је у америчкој савезној држави Висконсин.

## Демографија
По попису из 2010. године број становника је 9.661, што је 485 (-4,8%) становника мање него 2000. године.
| Група             | 2000.         | 2010.         |
| Белци             | 9.869 (97,3%) | 9.217 (95,4%) |
| Афроамериканци    | 20 (0,2%)     | 52 (0,5%)     |
| Азијати           | 43 (0,4%)     | 58 (0,6%)     |
| Хиспаноамериканци | 104 (1,0%)    | 196 (2,0%)    |
| Укупно            | 10.146        | 9.661         |